# Championnats d'Europe de beach tennis 2008
Navigation
Édition suivante
Les championnats d'Europe de beach tennis 2008, première édition des championnats d'Europe de beach tennis, ont eu lieu du 31 juillet au 3 août 2008 à Riccione, en Italie. Le double masculin est remporté par les Italiens Marco Garavini et Paolo Tazzari, le double féminin par les Italiennes Simona Briganti et Rossella Stefanelli et le double mixte par les Italiens Laura Olivieri et Cristian Berardi.

## Podiums
| Épreuves                            | Or                                  | Argent                        | Bronze                               |
| ----------------------------------- | ----------------------------------- | ----------------------------- | ------------------------------------ |
| Double masculin résultats détaillés | Marco Garavini Paolo Tazzari        | Alan Maldini Luca Meliconi    | Cristiano Minighini Luca Rosatone    |
| Double féminin résultats détaillés  | Simona Briganti Rossella Stefanelli | Franca Bruschi Laura Olivieri | Olga Barabanschikova Natasha Zvereva |
| Double mixte résultats détaillés    | Cristian Berardi Laura Olivieri     | Jan Písecký Dagmar Denkova    | Serge De Groof Eva Maes              |